# Ceraclea equiramosa
Ceraclea equiramosa är en nattsländeart som beskrevs av Morse, Yang och Levanidova 1997. Ceraclea equiramosa ingår i släktet Ceraclea och familjen långhornssländor. Inga underarter finns listade i Catalogue of Life.